# نبردناو دانکرک
نبردناو دانکرک (به انگلیسی: French battleship Dunkerque) یک کشتی بود که طول آن ۲۱۴٫۵ متر (۷۰۴ فوت) بود. این کشتی در سال ۱۹۳۵ ساخته شد.